# Jan Płotnicki

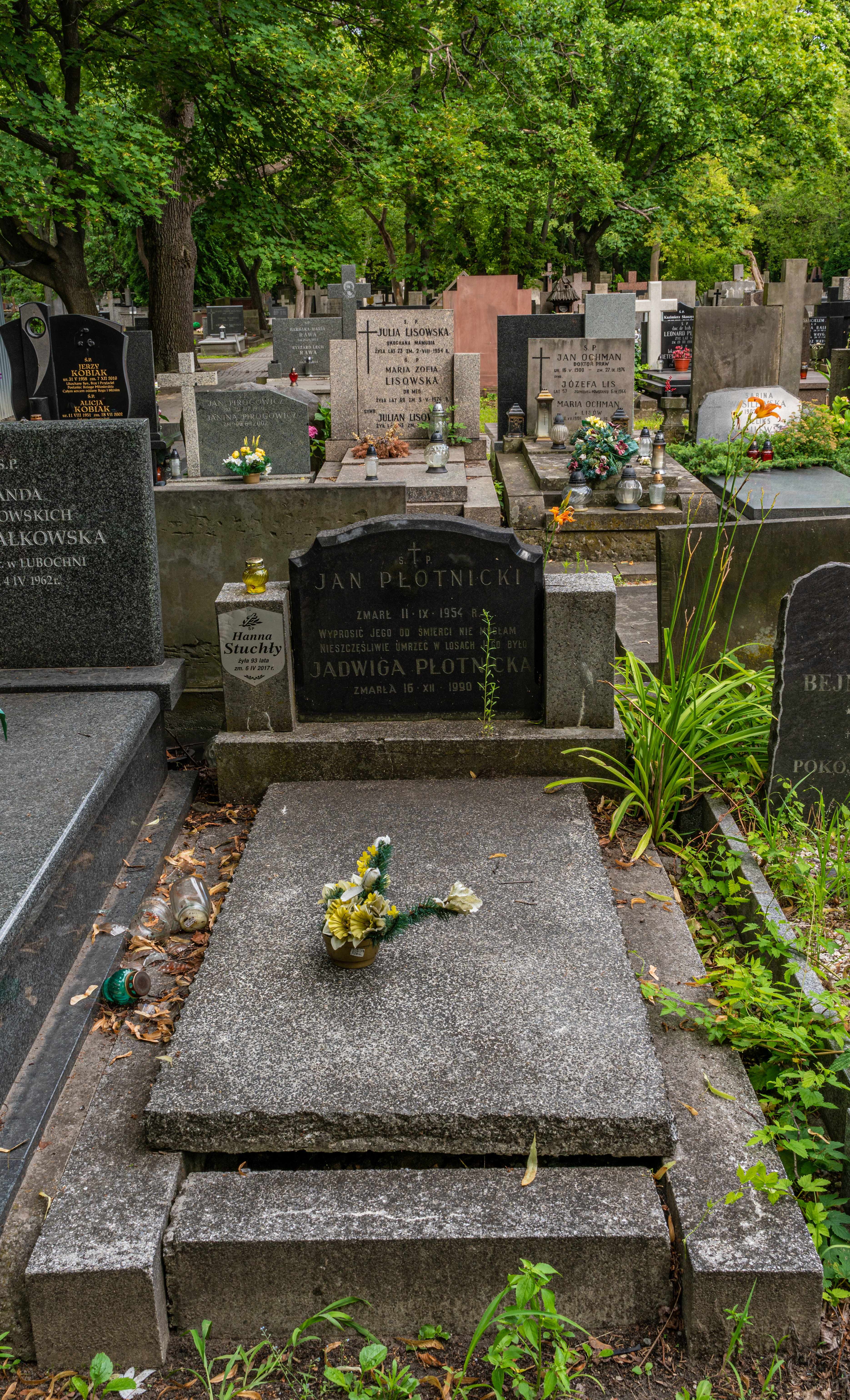
Grób Jana Płotnickiego na cmentarzu Powązkowskim

Jan Płotnicki (ur. 28 sierpnia 1889 w Gródku Jagiellońskim, zm. 11 września 1954 w Warszawie) – polski policjant (inspektor PP) i milicjant (pułkownik MO).

## Życiorys
Jego rodzice byli nauczycielami. Od 1912 był członkiem Związku Strzeleckiego. Został wcielony do 34. pułku obrony krajowej armii austro-węgierskiej. Wziął udział w działaniach I wojny światowej, 24 listopada 1914 w rejonie Dęblina został wzięty do niewoli rosyjskiej i zesłany w głąb Rosji – był nad Bajkałem i na Uralu. Do Polski powrócił w 1918. Bezpośrednio po powstaniu II RP, z rekomendacji Bolesława Wieniawy Długoszowskiego był zatrudniony w kancelarii wojskowej Belwederu. W 1919 został skierowany do służby w upaństwowionej Milicji Ludowej Robotniczej Partii Polskich Socjalistów. Później sprawował różne funkcje w Policji Państwowej, m.in. adiutanta komendanta głównego, kierownika wydziału dyscyplinarnego w Komendzie Głównej (1926). W latach 1928–1929 odbył staż w Komendzie Wojewódzkiej we Lwowie, gdzie przygotowano go do objęcia stanowiska komendanta wojewódzkiego PP w Łucku (1932–1934), następnie w Tarnopolu (1934–1935). Od 1935 był oficerem inspekcyjnym Komendy Głównej.
Po wybuchu II wojny światowej, wraz z komendantem głównym i innymi policjantami po przekroczeniu granicy rumuńskiej został internowany w Târgoviște. Po zwolnieniu, w Slatinie zajmował się edukacją polskich dzieci pozostawionych w Rumunii. W sierpniu 1940 wrócił do Warszawy. W okresie okupacji niemieckiej kierował Centralą Odzieżową dla Policji Polskiej GG i policji ukraińskiej.
Po II wojnie światowej z rekomendacji Zofii Gomułkowej mianowano go komendantem Centrum Wyszkolenia MO w Słupsku (1945–1947). Aresztowany w Warszawie w październiku 1947 i osadzony w areszcie przy ul. Rakowieckiej w Warszawie. Skazany 28 maja 1952 na siedem lat więzienia, w dwa lata później, 2 sierpnia 1954 zwolniony z dalszego odbywania kary ze względu na zły stan zdrowia.
Zmarł 11 września 1954. Pochowany na cmentarzu Powązkowskim (kwatera 103-4-2).

## Ordery i odznaczenia
- Krzyż Niepodległości (12 maja 1931)[2]
- Krzyż Oficerski Orderu Odrodzenia Polski (11 listopada 1936)[3]
- Złoty Krzyż Zasługi (30 grudnia 1924)[4]
- Medal Pamiątkowy za Wojnę 1918–1921 (1929)
- Medal Dziesięciolecia Odzyskanej Niepodległości (1929)
- Odznaka Pamiątkowa Polskiej Organizacji Wojskowej (1919)
- Państwowa Odznaka Sportowa[5]
- Odznaka Strzelecka[5]